# They/Them
They/Them è un film del 2022 scritto e diretto da John Logan al suo esordio alla regia.

## Trama
Un gruppo di adolescenti LGBTQ sono costretti a frequentare un campo estivo per subire la terapia di conversione. Qui devono imparare a difendersi da un misterioso assassino che si aggira nei boschi.

## Produzione

### Sviluppo
Il 9 aprile 2021 è stato annunciato che John Logan avrebbe scritto e diretto un film horror intitolato Whistler Camp, successivamente ribattezzato Rejoice e infine They/Them. Nel settembre dello stesso anno è stata confermata la partecipazione nel cast di Kevin Bacon, Theo Germaine, Carrie Preston ed Anna Chlumsky.

### Riprese
Le riprese sono iniziate al Camp Rutledge di Atlanta il 13 settembre 2021 e sono termine nel mese di ottobre.

## Promozione
Il primo trailer del film è stato pubblicato il 21 luglio 2022.

## Distribuzione
La pellicola è stata resa disponibile sulla piattaforma Peacock TV dal 5 agosto 2022.